# Pi Chun-deuk
Cette page contient des caractères spéciaux ou non latins. S’ils s’affichent mal (▯, ?, etc.), consultez la page d’aide Unicode.
Pi Cheon-deuk (hangul : 피천득, hanja : 皮千得, nom de plume : Geuma ; 21 avril 1910 - 25 mai 2007) est un essayiste, professeur de littérature anglaise, et poète sud-coréen.

## Biographie
Né à Séoul le 21 avril 1910, son nom de plume est Geuma. Il étudie la littérature anglaise à l'université Hujiang à Shanghai. Avant la libération de la Corée en 1945, il enseigne l'écriture et la poésie anglaises à l'Institut central du commerce de Gyeongseong. Il enseigne ensuite la littérature anglaise à l'université nationale de Séoul de 1946 à 1976. En 1954, il est invité à poursuivre des recherches sur la littérature anglaise à l'université Harvard. Sa carrière d'écrivain commence dès 1930, avec la publication du poème intitulé Chansons lyriques (Seojeongsogok) dans la revue Sindonga. Son premier recueil de poèmes, Poèmes lyriques (Seojeongsijip) fut bien accueilli par la critique. 
Bien que considéré comme un grand écrivain, Pi est connu pour être resté quelqu'un de simple et de libre. Il vivait constamment entouré de livres dans un petit appartement.

## Œuvre
Les œuvres principales de Pi sont Une petite pièce d'argent et Attaches. Il s'est imposé initialement dans le monde littéraire à travers ses poésies et la publication de Seojungsogok dans le journal Shindong-a. Il publie ensuite Sogok (Une chanson lyrique) et Gashin nim (Ma bien-aimée est partie). Sa poésie exclut toute forme de trivialité ou d'idées obscures pour laisser place à des émotions pures. Il a également publié plusieurs essais, en particulier Nunborachineun bamui chueok (Souvenir d'une nuit de neige), Gidarineun pyeonji (La lettre que j'attends), Muje (Sans titre), et Na-ui pa-il (Mon fichier). Ses essais sont écrits à la manière de poèmes décrivant le quotidien avec un style délicat et intime. En 1947, il regroupe ses travaux sur les thèmes de la nature, de la bonté de cœur, pour en faire un recueil intitulé Seojeongshijip (Anthologie de poèmes lyriques). Il publie un autre recueil de poèmes en 1969, Sanhowa jinju (Corail et perle). 
Ses travaux sont souvent cités dans les manuels scolaires en Corée, et peuvent être facilement lus par un public de tout âge.